# Ouissem Belgacem
Pour les articles homonymes, voir Belgacem.
Ouissem Belgacem (arabe : وسام بالقاسم), né le 16 janvier 1988 à Aix-en-Provence, est un footballeur et écrivain franco-tunisien.
Il est révélé en 2021 avec son premier roman autobiographique, Adieu ma honte. Il sensibilise surtout contre l'homophobie dans le milieu du football qu'il a dû abandonner pour vivre librement sa sexualité.

## Biographie
Né le 16 janvier 1988 à Aix-en-Provence, dans une famille tunisienne arrivée en France en 1972, Ouissem Belgacem est le dernier enfant de sa famille, seul garçon après quatre filles. Il a 8 ans lorsque son père, violent et alcoolique, meurt dans un accident de voiture lors d'un séjour en Tunisie. Séduit dès l'enfance par le football et après avoir évolué comme défenseur dans les clubs locaux, il est repéré par le centre de formation du Toulouse FC (TFC) à 13 ans, qu’il intègre en 2002. S'ensuivent des années de travail pour devenir joueur professionnel et dissimuler son homosexualité, ayant réalisé très tôt à travers des actes et propos que ni le milieu du football, ni sa famille, ni sa religion n'acceptent l'homosexualité. Belgacem est sous contrat aspirant de 2003 à 2006. Vice-champion de France des 16 ans en 2005, il côtoie Moussa Sissoko et Étienne Capoue. Il quitte le TFC à 19 ans, sans être apparu avec l'équipe réserve. En jouant pour l'équipe de Tunisie des moins de 17 ans les qualifications pour la Coupe d'Afrique des nations des moins de 17 ans en 2004, et dans des clubs aux États-Unis, il ressent également cette homophobie : 

« Tous les jours, je sortais de ma chambre, je mettais un masque sur mon visage et j'allais jouer à l'hétéro, c'est épuisant de faire ça tous les jours. »

— Ouissem Belgacem
Ainsi, il grandit en ayant honte et en tâchant de cacher son homosexualité, ce qui le conduit à la dépression, et il finit par abandonner son rêve de devenir joueur professionnel.

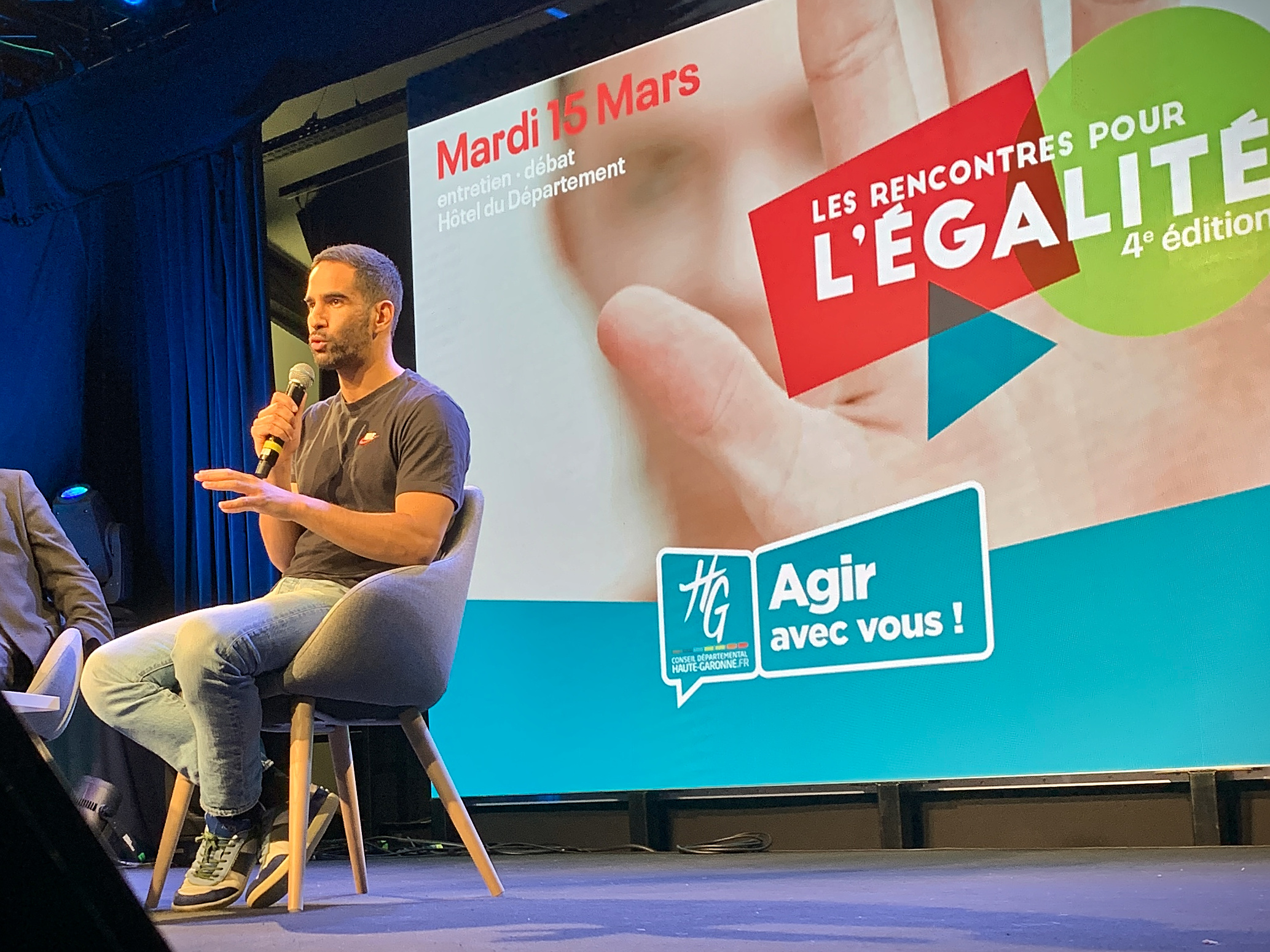
Entretien débat entre le Conseil départemental de la Haute-Garonne et Ouissem Belgacem, lors de la soirée contre les LGBTphobies, dans le cadre des Rencontres de l'Égalité 2022.

Ouissem Belgacem s'installe par la suite à Londres où il ne ressent plus son homosexualité comme une honte. Assumant désormais son identité et voulant faire évoluer la question de l'homophobie dans le sport, il publie en 2021 une autobiographie, Adieu ma honte. Il expose dans ce premier roman la difficulté d'accepter son homosexualité quand on vient d'un quartier populaire, d'une famille musulmane et qu'on évolue dans le monde du football. Il intervient dès la sortie de son livre dans de nombreux évènements sur la sensibilisation contre l'homophobie dans le football, entre autres auprès des joueurs du TFC à la demande de son ancien club, auprès des joueurs de l'Amiens SC, et auprès des membres du club égalité du lycée Darius-Milhaud au Kremlin-Bicêtre.
Ouissem Belgacem est également chef de l'entreprise OnTrack Sport qui soutient les sportifs de haut niveau dans la gestion de leur après-carrière.
En 2023, Belgacem écrit une adaptation de son livre Adieu ma honte en série documentaire de quatre épisodes, réalisée par Renaud Bertrand et diffusée sur Canal+ Docs.
En 2024, il publie un nouveau livre, Yamma, qui raconte son parcours — et notamment son coming out — vu par sa propre mère.

## Publications
- Ouissem Belgacem et Éléonore Gurrey, Adieu ma honte, Paris, Fayard, 2021 (ISBN 978-2-213-72073-9 et 2-213-72073-8, OCLC 1259452942)[18].
- Ouissem Belgacem, Yamma, Paris, Flammarion, 2024, 192 p. (ISBN 978-2-080-42988-9).

## Distinctions
- Prix du roman gay 2021 : Prix du récit autobiographique[19].